# Namu Ukur Utara
Namu Ukur Utara is een bestuurslaag in het regentschap Langkat van de provincie Noord-Sumatra, Indonesië. Namu Ukur Utara telt 6027 inwoners (volkstelling 2010).